# Ральф Гілл
Ральф Гілл  (англ. Ralph Hill, 26 грудня 1908 — 17 жовтня 1994) — американський легкоатлет, олімпійський медаліст.

## Виступи на Олімпіадах
| Олімпіада         | Дисципліна         | Місце |
| ----------------- | ------------------ | ----- |
| Лос-Анджелес 1932 | біг на 5000 метрів | 2     |

## Зовнішні посилання
- Досьє на sport.references.com